# Горизонты джаза
Горизонты джаза — музыкальный фестиваль в городе Кривой Рог. 

## История
Основан в 1987 году в городе Кривой Рог. У истоков фестиваля стоял Александр Гебель, который был организатором.
В 1987—1988 годах фестиваль имел всесоюзный статус, в 1989—1996 годах — международный.
В 1987—1996 годах проводился ежегодно, кроме 1992 года, когда фестиваль не проходил, с 1996 года стал проводиться раз в два года. Последний фестиваль проведён в 2000 году. Всего проведено 11 фестивалей.
Хронология:
1. Горизонты джаза-87 — 16—19 апреля 1987;
2. Горизонты джаза-88 — 14—17 апреля 1988;
3. Горизонты джаза-89 — 2—5 марта 1989;
4. Горизонты джаза-90 — 1—4 марта 1990;
5. Горизонты джаза-91 — 28 января — 3 марта 1991;
6. Горизонты джаза-93 — 7—11 апреля 1993;
7. Горизонты джаза-94 — 19—22 мая 1994;
8. Горизонты джаза-95 — 18—21 мая 1995;
9. Горизонты джаза-96 — 16—19 мая 1996;
10. Горизонты джаза-98 — 15—17 мая 1998;
11. Горизонты джаза-2000.